# Persone di nome Giuseppe/Giornalisti
| Questa pagina contiene informazioni ricavate automaticamente dalle voci biografiche con l'ausilio del template Bio e di un bot. L'aggiornamento è periodico e automatico e ricostruisce completamente la pagina. Se manca una persona in questa lista, sei pregato di non aggiungerla, ma accertati piuttosto che la sua voce biografica contenga il template Bio e che i dati anagrafici siano correttamente compilati. Se il template Bio manca, inseriscilo tu stesso o, in alternativa, metti l'avviso {{tmp\|Bio}} che ne segnala la mancanza. Se i dati riportati sono sbagliati, correggi direttamente la voce biografica; le modifiche saranno visibili in questa lista entro pochi giorni. Per chiarimenti vedi il progetto antroponimi. La lista contiene solo le 76 persone che sono citate nell'enciclopedia e per le quali è stato implementato correttamente il template Bio. Pagina aggiornata al 7 mar 2025. |

Questa è una lista di persone presenti nell'enciclopedia che hanno il nome Giuseppe e sono giornalisti.

## A(7)
- Giuseppe Alaimo, giornalista e scrittore italiano (Canicattì, n. 1924 - Canicattì, † 1993)
- Giuseppe Albertini, giornalista e telecronista sportivo italiano (Roma, n. 1911 - Lugano, † 1988)
- Beppe Alfano, giornalista italiano (Barcellona Pozzo di Gotto, n. 1945 - Barcellona Pozzo di Gotto, † 1993)
- Giuseppe Altamore, giornalista e scrittore italiano (Giuliana, n. 1956)
- Giuseppe Ambrosini, giornalista e arbitro di calcio italiano (Bologna, n. 1886 - Cesena, † 1980)
- Giuseppe André, giornalista e scrittore italiano (Nizza, n. 1844 - Torino, † 1903)
- Giuseppe Averardi, giornalista e politico italiano (Roma, n. 1928 - Roma, † 2019)

## B(11)
- Giuseppe Baiocchi, giornalista italiano (Milano, n. 1950 - Milano, † 2013)
- Giuseppe Balestrazzi, giornalista, attivista e saggista italiano (Parma, n. 1893 - Roma, † 1983)
- Giuseppe Barigazzi, giornalista e scrittore italiano (San Martino in Rio, n. 1936 - Milano, † 2003)
- Pino Belleri, giornalista italiano (Darfo Boario Terme, n. 1953)
- Beppe Berti, giornalista italiano (Carrara, n. 1926 - Roma, † 2010)
- Giuseppe Bevione, giornalista e politico italiano (Torino, n. 1879 - Firenze, † 1976)
- Giuseppe Bisantis, giornalista italiano (Catanzaro, n. 1969)
- Giuseppe Boffa, giornalista, storico e politico italiano (Milano, n. 1923 - Roma, † 1998)
- Giuseppe Breveglieri, giornalista italiano (n. 1935 - Roma, † 2004)
- Giuseppe Brindisi, giornalista e conduttore televisivo italiano (Modugno, n. 1962)
- Pino Bruno, giornalista, scrittore e saggista italiano (Bari, n. 1954)

## C(7)
- Peppino Caldarola, giornalista e politico italiano (Bari, n. 1946 - Roma, † 2020)
- Giuseppe Carboni, giornalista italiano (Roma, n. 1961)
- Giuseppe Cavagnari, giornalista, poeta e scrittore italiano (Romano di Lombardia, n. 1862 - Romano di Lombardia, † 1940)
- Giuseppe Augusto Cesana, giornalista, imprenditore e scrittore italiano (Torino, n. 1821 - Roma, † 1903)
- Giuseppe Chiummiento, giornalista italiano (Acerenza, n. 1888 - Buenos Aires, † 1941)
- Pippo Corigliano, giornalista, scrittore e ingegnere italiano (Napoli, n. 1942 - Roma, † 2024)
- Giuseppe Cormio, giornalista e dirigente sportivo italiano (Jesi, n. 1955)

## D(9)
- Giuseppe D'Amato, giornalista, scrittore e storico italiano (n. 1965)
- Giuseppe D'Avanzo, giornalista e scrittore italiano (Napoli, n. 1953 - Calcata, † 2011)
- Giuseppe Dalla Torre, giornalista italiano (Padova, n. 1885 - Città del Vaticano, † 1967)
- Giuseppe De Bellis, giornalista italiano (Castellana Grotte, n. 1977)
- Giuseppe De Carli, giornalista e saggista italiano (Milano, n. 1952 - Roma, † 2010)
- Giuseppe De Filippi, giornalista e conduttore televisivo italiano (Roma, n. 1964)
- Giuseppe Di Piazza, giornalista, fotografo e scrittore italiano (Palermo, n. 1958)
- Giuseppe Donati, giornalista e politico italiano (Granarolo Faentino, n. 1889 - Parigi, † 1931)
- Giuseppe de Blasio, giornalista italiano (n. 1892 - † 1979)

## F(4)
- Giuseppe Fabbri, giornalista, pittore e ceramista italiano (Pieve di Cento, n. 1901 - Roma)
- Giuseppe Facchetti, giornalista e politico italiano (Caluso, n. 1943)
- Giuseppe Falcucci, giornalista italiano (Atessa, n. 1925 - Pescara, † 2005)
- Giuseppe Fiori, giornalista, scrittore e politico italiano (Silanus, n. 1923 - Roma, † 2003)

## G(6)
- Giuseppe Garritano, giornalista e traduttore italiano (n. 1924 - † 2013)
- Giuseppe Giacovazzo, giornalista, scrittore e politico italiano (Locorotondo, n. 1925 - Acquaviva delle Fonti, † 2012)
- Giuseppe Giampà, giornalista e patriota italiano
- Giuseppe Giulietti, giornalista, sindacalista e politico italiano (Roma, n. 1953)
- Giuseppe Grassi, giornalista, lessicografo e letterato italiano (Torino, n. 1779 - Torino, † 1831)
- Pino Grasso, giornalista e editore italiano (Portoferraio, n. 1938 - Civitavecchia, † 2018)

## I(1)
- Peppino Impastato, giornalista, conduttore radiofonico e attivista italiano (Cinisi, n. 1948 - Cinisi, † 1978)

## J(1)
- Giuseppe Jacobini, giornalista e conduttore televisivo italiano (n. 1941)

## L(5)
- Giuseppe Lazzaro Danzuso, giornalista, scrittore e regista italiano (Catania, n. 1958)
- Giuseppe Lazzaro, giornalista e politico italiano (Napoli, n. 1825 - Roma, † 1910)
- Giuseppe Longo, giornalista e scrittore italiano (Messina, n. 1910 - Roma, † 1995)
- Giuseppe Lugato, giornalista italiano (Artegna, n. 1935 - New York, † 2010)
- Giuseppe Lupis, giornalista e politico italiano (Ragusa, n. 1896 - Roma, † 1979)

## M(8)
- Peppino Maggiore Di Chiara, giornalista e politico italiano (Palermo, † 1924)
- Pino Maniaci, giornalista e conduttore televisivo italiano (Palermo, n. 1953)
- Giuseppe Marra, giornalista e editore italiano (Castelsilano, n. 1936)
- Giuseppe Marrazzo, giornalista italiano (Nocera Inferiore, n. 1928 - Roma, † 1985)
- Giuseppe Mazzei, giornalista e saggista italiano (Rotondella, n. 1953)
- Giuseppe Federico Mennella, giornalista italiano (Mercogliano, n. 1950)
- Giuseppe Montuschi, giornalista e editore italiano (Faenza, n. 1927 - Imola, † 2009)
- Giuseppe Moscato, giornalista e scrittore italiano (Reggio Calabria, n. 1921 - Reggio Calabria, † 1987)

## O(1)
- Giuseppe Oddo, giornalista e blogger italiano (Castelbuono, n. 1952)

## P(3)
- Giuseppe Passigli, giornalista, politico e sindacalista italiano (Livorno, n. 1881 - † 1953)
- Giuseppe Pollicelli, giornalista, saggista e regista cinematografico italiano (Roma, n. 1974)
- Giuseppe Prezzolini, giornalista, scrittore e editore italiano (Perugia, n. 1882 - Lugano, † 1982)

## Q(1)
- Giuseppe Quatriglio, giornalista e scrittore italiano (Catania, n. 1922 - Palermo, † 2017)

## R(2)
- Giuseppe Rausa, giornalista, critico cinematografico e musicista italiano (Monza, n. 1958)
- Giuseppe Ripa, giornalista e poeta italiano (Giffoni Sei Casali, n. 1923 - Vallo della Lucania, † 2005)

## S(6)
- Giuseppe Sabalich, giornalista, storico e poeta italiano (Zara, n. 1856 - Zara, † 1928)
- Giuseppe Selvaggi, giornalista e poeta italiano (Cassano all'Ionio, n. 1923 - Roma, † 2004)
- Beppe Severgnini, giornalista, saggista e opinionista italiano (Crema, n. 1956)
- Giuseppe Signori, giornalista italiano (n. 1913 - Milano, † 2002)
- Giuseppe Smorto, giornalista e scrittore italiano (Reggio Calabria, n. 1957)
- Giuseppe Sottile, giornalista e scrittore italiano (Gangi, n. 1946)

## T(2)
- Giuseppe Tripaldi, giornalista italiano (Francavilla Fontana, n. 1942 - Roma, † 2024)
- Giuseppe Turani, giornalista italiano (Voghera, n. 1941 - Stradella, † 2021)

## V(1)
- Beppe Viola, giornalista, scrittore e telecronista sportivo italiano (Milano, n. 1939 - Milano, † 1982)

## Z(1)
- Beppi Zancan, giornalista italiano (Torino, n. 1936 - Torino, † 2016)